# Palais Ybl
Le Palais Ybl (en hongrois : Ybl-palota) est un édifice situé dans le 5e arrondissement de Budapest. Il est situé dans le quartier de Belváros, derrière Ferenciek tere en face de la Bibliothèque universitaire.
Ce site est desservi par la station Ferenciek tere :  .